# Кусарска равнина
Кусарската равнина (Кубинска равнина) (на азербайджански: Qusar maili düzənliyi; на руски: Кусарская равнина) е равнина разположена в северната част на Азербайджан, между западното крайбрежие на Каспийско море и североизточното подножие на Голям Кавказ. Надморската ѝ височина варира от -28 m по брега на Каспийско море на изток до 600 m на запад. Изградена е от антропогенни морски и континентални конгломарати, чакъли, глини и суглинки. Има умерено топъл климат. Средна юлска температура от 20 °C до 25 °C, средна януарска температура от 0 °C до 3 °C, годиш сума на валежите 200 – 400 mm. Отводвява се от реките Кусарчай, Кудиалчай, Карачай и др., спускащи се от склоновете на Голям Кавказ към Каспийско море. По-високите ѝ части са заети от долинно-горски и ливадни ландшафти, развити върху ливадно-горски почви и дъбови гори, обрасли с лиани. Ниските ѝ части са заети от степни ландшафти с аридни редки гори от дъб и габър, развити върху кафяви почви. По цялото и протежение от северозапад на югоизток е изграден Самур-Апшеронския напоителен канал, водите на който се използват за напояване на обширни райони на равнината и се отглеждат зърнени култури и овощни градини. Равнината е гъсто населена, като тук са разположени градовете Кусари, Куба, Худат, Хачмас и Дивичи.